# Perfil profissiográfico previdenciário
O Perfil Profissiográfico Previdenciário (PPP) é um documento histórico-laboral que contém várias informações relativas às atividades do trabalhador na empresa, dados administrativos e resultado de monitoração biológica e ambiental. É um documento apresentado em formulário instituído pelo Instituto Nacional do Seguro Social (INSS), contendo informações detalhadas sobre as atividades do trabalhador, exposição a agentes nocivos à saúde e outras informações de caráter administrativo.
O primeiro modelo do formulário foi apresentado no Anexo XV da Instrução Normativa nº 84 do INSS, de 17/12/2002. Esse modelo foi aprimorado e sua versão final pode ser obtida no sítio da Previdência, no anexo XV, da Instrução Normativa INSS/PRES nº 45, de 06 de agosto de 2010.

## Objetivo
O objetivo do PPP é apresentar, em um só documento, o resumo de todas as informações relativas à fiscalização do gerenciamento de riscos e à existência de agentes nocivos no ambiente de trabalho, além de ser o documento que orienta o processo de reconhecimento de aposentadoria especial, podendo também ser usado para caracterizar o nexo técnico em caso de acidente de trabalho.
As informações para o PPP devem ser extraídas do Laudo Técnico de Condições Ambientais do Trabalho (LTCAT), do Programa de Prevenção de Riscos Ambientais (PPRA), do Programa de Gerenciamento de Riscos (PGR) e do Programa de Controle Médico de Saúde Ocupacional (PCMSO).
A exigência da apresentação do LTCAT será dispensada a partir de 1º de janeiro de 2004, data da vigência do PPP, devendo, entretanto, permanecer na empresa à disposição da Previdência Social.  Entretanto, para períodos laborados até 31 de dezembro de 2003, aceita‐se o DIRBEN-8030 (antigo SB-40, DISES-BE 5235, DSS-8030) emitido até essa data.
Quando o PPP for apresentado contemplando períodos laborados até 31 de dezembro de 2003, não é necessária a apresentação do DIRBEN-8030 (antigo SB-40, DISES-BE 5235, DSS-8030). O PPP é um documento oficial que deve ser obrigatoriamente entregue ao funcionário quando da sua demissão e também quando solicitado por fiscais da Previdência Social.
A entrega do PPP ao funcionário deve ser contra recibo.